# Márgara Alonso
Márgara Alonso (1928, Argentina-21 de junio de 2006, Buenos Aires, Argentina), fue una actriz argentina.

## Carrera
Atraída por la actuación, a principios de la década del 40` se recibió de profesora de declamación en el Conservatorio Nacional de Arte Escénico. Su debut actoral ocurrió en 1948 en La importancia de llamarse Ernesto, obra teatral de Oscar Wilde, donde ella recordaba: «Era la época en que, con 18 años, hacíamos personajes de 60, usando pelucas de algodón». Desde los 50` integró la Época de Oro del Teatro Independiente, actuando junto a Paquita Vehil, Pedro Escudero y Pedro Asquini. En 1959 decidió alejarse del espectáculo argentino para dedicarse a su familia, podiéndosela ver solamente en algunos radioteatros, a los que ella admiraba porque la voz era su único medio de expresión.
Su retorno sucedió casi 20 años después, en 1974, cuando fue convocada para actuar en Antígona Vélez, de Leopoldo Marechal en el Teatro General San Martín, del que fue parte de su elenco estable durante muchos años. De las obras teatrales en las que participó destacan: La nona, de Roberto Cossa; Un trabajo fabuloso, de Ricardo Halac, versiones de Martín Fierro, Edipo rey, Ricardo III, con Nya Quesada y El sombrero de paja de Italia, en su versión musical realizada en el Teatro Nacional Cervantes. Sin embargo, Alonso prefería Ya nadie recuerda a Fréderic Chopin, donde cumplió su mejor labor, respectivamente.
En 1983 realizó su primera intervención cinematográfica en El arreglo, de Fernando Ayala y, al mismo tiempo, fue actriz soporte en el drama Los enemigos, por el cual Ulises Dumont fue elegido Mejor Actor en el Festival de Cine de La Habana. Sin embargo, había intervenido en otras dos películas años anteriores que se estrenaron muchos años después. Tras dos incursiones en películas olvidadas a mediados de los 80` protagonizadas por Soledad Silveyra y Alicia Zanca, fue contratada en 1987 por Julio De Grazia para actuar en Susana quiere, el negro también!, exitosa comedia con Alberto Olmedo y Susana Traverso. En 1989 cumplió su primer gran rol en TV, interpretando a una profesora en Socorro: 5.º año, por Canal 9. Asimismo, trabajó en Flores robadas en los jardines de Quilmes, Los amores de Laurita, Flop, Yo, la peor de todas, De amor y de sombra, Ángel, la diva y yo y encarnó a una entrañable monja en "Cautiva", así como también protagonizó Cien años de perdón, de José Glusman.
También fue partícipe en La oca, de Carlos Pais, en el ciclo Teatro Abierto de 1981; en Stéfano, de Armando Discépolo, en el San Martín, en 1986; en Las de enfrente, en 1991, en el Teatro Presidente Alvear; en Tenesy, de Jorge Leyes, en el Cervantes, en 1998; en A propósito de la duda, del Teatro por la Identidad, en 2000, y en Hombre y superhombre, de Bernard Shaw, en el San Martín, en 2001. Sus otros trabajos en TV fueron en Cartas de amor en casette (1993,ATC), El beso del olvido (1991), con Chunchuna Villafañe, Un hermano es un hermano (1994-96, Telefé), Archivo negro (1997), con Rodolfo Ranni, Muñeca brava (1998-99), que ganó dos premios Martín Fierro.
A partir de la década del 2000` compuso con asiduidad personajes de abuela pícara. Encarnó a Matilde en Cien años de perdón, auspiciado por Grupos S.U. y obtuvo tres nominaciones, a la Hermana Teresa en Cautiva, que ganó cinco premios, entre otras. Tras una breve actuación en Canal 9, hizo su última labor cinematográfica en 2003 en Un día en el paraíso, de Juan Bautista Stagnaro con protagonización de Guillermo Francella y Araceli González.
Falleció a los 78 años el 21 de junio de 2006 en Buenos Aires, aunque la noticia fue confirmada por Télam tres días después. Sus restos fueron cremados, según su última petición y no se realizó velatorio.

## Filmografía
- Un día en el paraíso (2003)
- Cautiva (2003)
- No quiero volver a casa (2000)
- Los hombres que ríen (mediometraje - 2000)
- El despertar de L (1999)
- Ángel, la diva y yo (1999)
- Cien años de perdón (1999)
- Yepeto (1999)
- La nube (1998)
- Alma zen (corto - 1996)
- El censor (1995)
- De amor y de sombra (1995)
- El caso María Soledad (1993)
- Rompecorazones (1992)
- Vivir mata (1991)
- El beso del olvido (telefilm - 1991)
- Flop (1990)
- Yo, la peor de todas (1990)
- Susana quiere, el negro también! (1987)
- Los amores de Laurita (1986)
- Flores robadas en los jardines de Quilmes (1985)
- Los enemigos (1983)
- El arreglo (1983)
- Casi no nos dimos cuenta (1982)
- La muerte de Sebastián Arache y su pobre entierro (1977)